# タンペレ工科大学

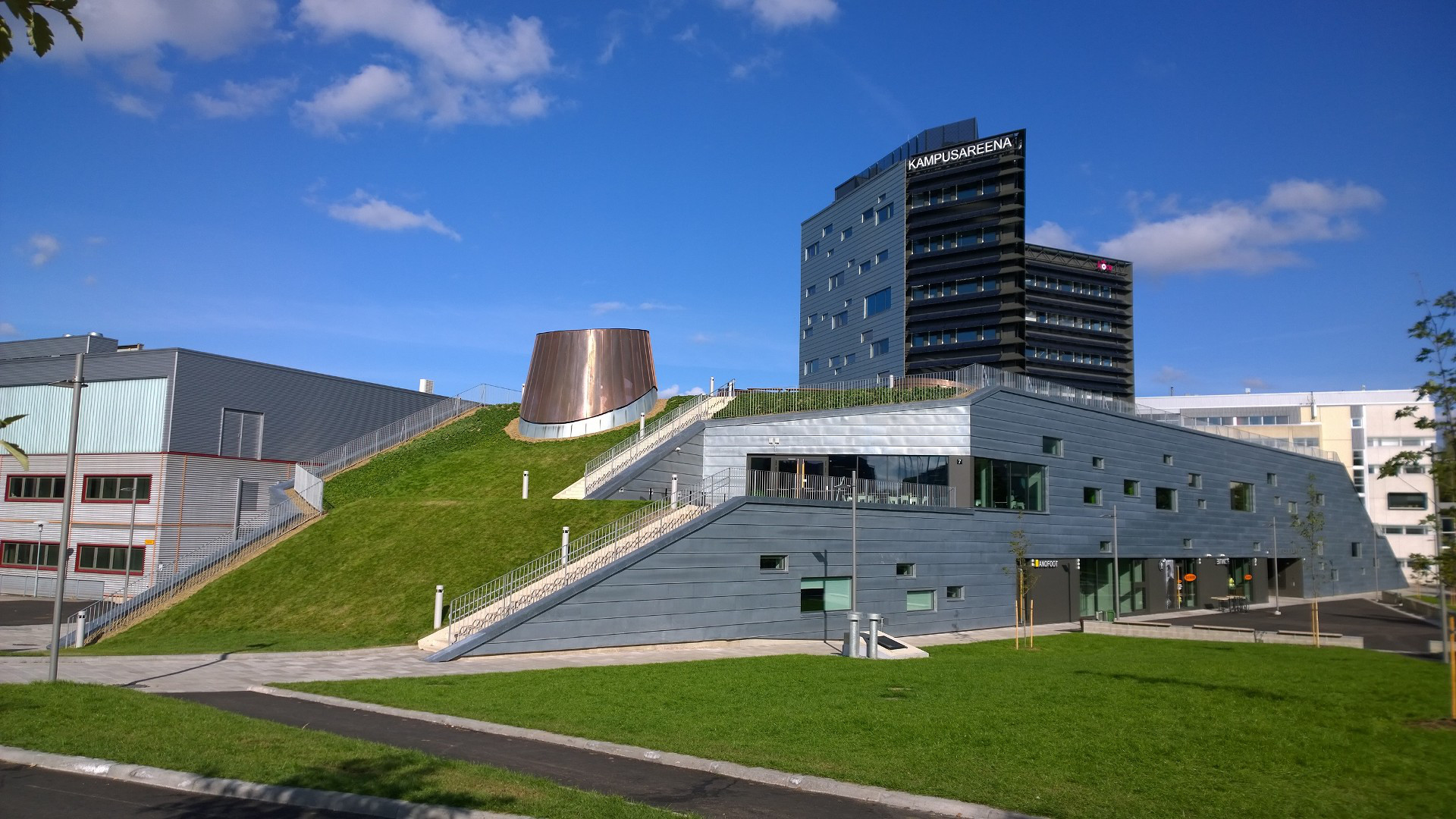
Hervantaキャンパス

タンペレ工科大学（タンペレこうかだいがく、英: Tampere University of Technology、略称: TUT）は、フィンランド第2の都市タンペレにある国立大学である。フィンランドで2番目に大きい工科大学で、同国の2つの財団大学の1つである。キャンパスは首都ヘルシンキから電車で約1時間半ほどの距離にあるタンペレの郊外ヘルヴァンタに立地している。
QS世界大学ランキング2019で366位、フィンランド国内5位で同国の工科大学ではトップとなっている。

## 歴史
1911年設立のタンペレ工業学校（Technical Institute of Tampere）を起源とし、1965年にヘルシンキ工科大学（現: アールト大学理工系学部）タンペレ分校として設立され、1972年にタンペレ工科大学として独立した。フィンランド政府の大学改革の一環として、2010年に財団大学となった。
2019年にタンペレ大学と合併して、新しいタンペレ大学Hervantaキャンパスとして運営されている。

## 学部
- 基礎工学部
- コンピューティング・電気工学部
- 建築環境学部
- 医工学部
- ビジネス学部
- 自然科学部

学生数は約12,000名程度であり、様々な工学分野の英語教育プログラムが充実し、毎年400人以上の交換留学生を受け入れている。特に、建機・船舶の自動運転・ロボティクスの研究に力を入れており、キャンパス内で完全自動運転のマイクロバスも走行している。
また、フィンランドを代表する財団大学の1つとして、産学連携を推進している。Times Higher Education 2015によると、産学連携においては世界で11位、ヨーロッパでは4位である。キャンパスの隣には、大規模なノキア研究施設を含むテクノロジーセンタ「Hermia」がある。

## 日本の学生交流協定校
- 東京工業大学
- 大阪工業大学
- 北見工業大学
- 北海道大学
- 東北大学
- 神戸大学
- 岡山大学